# Rock Cartwright
Roderick Rashaun Cartwright (Conroe, 3 dicembre 1979) è un ex giocatore di football americano statunitense che ha giocato nel ruolo di running back nella National Football League. Fu scelto dai Washington Redskins nel corso del settimo giro del Draft NFL 2002. Al college ha giocato a football a Kansas State.

## Carriera professionistica

### Washington Redskins
Al draft NFL 2002, Cartwright è stato selezionato dai Washington Redskins come 257ª scelta. Ha debuttato nella NFL l'8 settembre 2002 contro gli Arizona Cardinals indossando la maglia numero 25. Nella sua prima stagione ha preso parte a tutte le partite ma non ha giocato da titolare.
Nei suoi 8 anni con i Redskins ha giocato soprattutto come kick returner; riuscendo a battere il primato in una singola stagione dei Redskins proprio sui ritorni di kickoff, facendone registrare 64 con 1.541 yard.
Il 4 marzo del 2010 è stato svincolato.

### Oakland Raiders
Il 26 aprile ha firmato un contratto di un anno con i Raiders, ha mantenuto il suo stesso numero di maglia, giocando principalmente con gli special team.
Il 12 marzo 2011 è stato premiato con il titolo di Commitment to Excellence, assegnato al giocatore dei Raiders che per tutta la stagione si è distinto in numerosi interventi caritatevoli.
Il 24 febbraio 2011 prima di diventare unrestricted free agent ha rifirmato con i Raiders per un altro anno.

### San Francisco 49ers
Cartwright ha firmato coi San Francisco 49ers il 15 marzo 2012. È stato svincolato il 31 agosto 2012, ritirandosi.

## Statistiche
| Partite totali             | 154 |
| Partite totali da titolare | 5   |
| Yard su ricezione          | 589 |
| Touchdown su ricezione     | 2   |
| Yard su corsa              | 956 |
| Touchdown su corsa         | 6   |